# Falkenbergs FF
Pour les articles homonymes, voir FFF.
Maillots
Le Falkenbergs FF est un club de football suédois basé à Falkenberg. Le club évolue en Superettan (Superettan), après avoir été relégué de la Allsvenskan en 2020.

## Histoire
Le club est fondé le 3 janvier 1928 par la fusion de la loi Kullen BK, IK Göta, IK Falken, Hamnkamraterna et Arvidstorp. Deux ans plus tard, Falkenberg Bollklubb se joint dans le club, dans le même temps un nouveau club formé dans Arvidstorp.
Le club a commencé dans la "Division III sydsvenska serien" (division trois, sud de la Suède) et le premier match était contre Varbergs BoIS le 28 mars 1928. Les premières décennies ont apporté au club une existence relativement stable dans la division trois (sauf pour les saisons 1933-1934 et 1950-1951) le club s'est maintenu sans discontinuité dans la série jusqu'en 1960. Le club s'est qualifié pour les éliminatoires de promotion à deux reprises au cours de cette période. Une victoire leur aurait donné une place dans la division deux (qui à l'époque était la division directement sous Allsvenskan). Cependant, à ces deux occasions le club a perdu; en 1945 contre Malmö BI et en 1947 contre Råå IF. 
Bandy était populaire au début des années trente, mais le handball a suscité également beaucoup d'intérêt. Depuis quelques années, le club a été en réussite dans le nouveau sport et pour la saison 1939-1940 l'équipe s'est qualifiée pour les éliminatoires de promotion à Allsvenskan, mais a échoué. Les années suivantes, l'équipe arrive en deuxième position dans la ligue. L'équipe a joué quatre finales de championnats régionaux, toutes ont été perdues. Au fil des ans, il y a été un grand intérêt pour le handball à Falkenberg et l'équipe a joué devant des publics souvent enthousiastes. Beaucoup de joueurs de handball ont également joué au football et ils ont regardé le handball comme une forme d'entraînement hivernal. Lorsque plusieurs de la génération qui a contribué au succès a terminé leur carrière et clubs de handball (IS Orion et BK Örnen), l'association de déposer handball.

## Palmarès et résultats

### Palmarès
| Compétitions nationales |
| - Championnat de Suède (0) : - Meilleur classement : 13e en 2014. - Championnat de Suède de deuxième division (1) : - Champion : 2013. - Vice-champion : 2018. - Championnat de Suède de troisième division (2) : - Groupe Sud : - Champion : 1994 et 2002. |

### Classements en championnat
La frise ci-dessous résume les classements successifs du club en championnat depuis 1993.

## Joueurs et personnalités du club

### Entraîneurs
Le tableau suivant présente la liste des entraîneurs du club depuis 1929.
| Rang | Nom                           | Période   |
| ---- | ----------------------------- | --------- |
| 1    | Thure Claesson                | 1929-1931 |
| 2    | Henning Svensson              | 1932-1933 |
| 3    | Tobbi Svenson                 | 1934-1946 |
| 4    | Erik Göransson                | 1947      |
| 5    | Henry Antfors                 | 1948-1950 |
| 6    | Nils Rydell                   | 1951      |
| 7    | Gösta Lambertsson             | 1952      |
| 8    | Tobbi Svenson                 | 1953-1954 |
| 9    | Gunnar Rydberg & Axel Löfgren | 1955      |
| 10   | Gunnar Rydberg                | 1956      |

| Rang | Nom                                 | Période   |
| ---- | ----------------------------------- | --------- |
| 11   | John Vikdahl                        | 1957-1958 |
| 12   | Rune Ludvigsson & Fingal Mårtensson | 1959      |
| 13   | Ingemar Pettersson                  | 1960      |
| 14   | Gunnar Svensson                     | 1961-1963 |
| 15   | Rolf Johansson                      | 1964-1965 |
| 16   | Gunnar Svensson                     | 1966-1967 |
| 17   | Hans Ambrosius                      | 1968      |
| 18   | Alf Jönsson                         | 1969-1970 |
| 19   | Ove Bernhard & Rolf Jakobsson       | 1971-1972 |

| Rang | Nom                         | Période   |
| ---- | --------------------------- | --------- |
| 20   | Hans Ambrosius              | 1973      |
| 21   | Lars Nylander               | 1974-1976 |
| 22   | Jan Anders Andersson        | 1977-1979 |
| 23   | Bengt Carnelid              | 1980-1981 |
| 24   | Hasse Selander              | 1982-1984 |
| 25   | PG Skoglund                 | 1985-1986 |
| 26   | Olle Kristenson             | 1987-1989 |
| 27   | Bryan King                  | 1990-1991 |
| 28   | Stig Kristensson            | 1992-1996 |
| 29   | Rutger Backe & Sven Sjöholm | 1997      |

| Rang | Nom               | Période   |
| ---- | ----------------- | --------- |
| 30   | Roberto Jakobsson | 1997-1999 |
| 31   | Uno Andersson     | 2000-2001 |
| 32   | Örjan Glans       | 2002-2003 |
| 33   | Lars Borgström    | 2004      |
| 34   | Stig Kristensson  | 2004-2007 |
| 35   | Thomas Askebrand  | 2008-2012 |
| 36   | Hans Eklund       | 2013      |
| 37   | Henrik Larsson    | 2014      |
| 38   | Hans Eklund       | 2015-     |

### Joueurs emblématiques
- Astrit Ajdarević
- Henrik Bertilsson
- David Elm
- Viktor Elm
- Tore Svensson
- Emir Kujović
- Labinot Harbuzi
- Pär Zetterberg

## Stades
- 1928- : Falkenbergs IP (5 500 places)